# Интересовања
Интересовања представљају заокупљеност свести омиљеним садржајима и спремност за бављење изабраним активностима. Интерсовања представљају сложен однос, али су за разлику од ставова, трајнија и више окупирају особу. Код интересовања је увек у питању позитиван однос према одређеним садржајима и активностима.
Интересовања су слична ставовима и вредностима по томе што представљају диспозиције и састоје се од повезане три компоненте (сазнајне, емоционалне и вољне). Од ставова се разликују по томе што увак представљају позитиван однос, а од вредности по томе што су објекти на које се односе одређенији и што непосредније утичу на активност. Битан је однос између интересовања и успеха у некој активности, јер интерес за нешто повећава шансе да се у томе успе, опет успех у нечему повећава и интересовање према томе. Постоје различите класификације интересовања. На пример, професионална (јака, страствена) и слаба, могу бити и трајна и пролазна, активна и пасивна, и према полу, узрасту. Развијају се током живота јер им се мења садржај, број и интензитет.
Интересовања се веома разликују од особе до особе и представљају врло важан елемент нашег психичког функционисања. Сваки појединац сам бира и ствара нова интересовања и она су врло важан елемент психичког функционисања. Представљају један од важних показатеља зрелости личности и развијености.

## Развој интересовања
Интересовања се развијају узрастом. У периоду од малих ногу до одраслог доба мењају се на садржај и на трајност. О "правим" интересовањима се говори тек када дете достигне одређен период когнитивног, емоционалног и социјалног развоја, што је обично четврта година живота. Након тога, следи динамичан развој интересовања која имају значајну улогу у свим периодима живота.
У раздобљу између 4-10. године, јавља се велики број интересовања, видљивих у дечјим цртежима, сталном запиткивању и играма. Она су међутим неиздиференцирана, краткотрајна и нестабилна. Већ у раном школском периоду су важна као предуслов за праћење наставе. 
У пубертету се интересовања индивидуализују и везују за улогу сопственог рода. Интересовања у овом узрасту су махом под утицајем медија и популарних звезда, а често су и нереална.
Адолесценција, као и у многим другим случајевима, доноси неке крупне промене и у вези са интересовањима. У узрасту од 14-18. године, појављују се нова, сложенија интересовања, везана за моралне теме, сексуалне активности и важна друштвена питања. Разна интересовања се у овом узрасту испробавају, проверавају и суочавају са захтевима реалности, а посебну улогу имају у трагању за сопственим идентитетом и избором партнера и пријатеља.